# 241-я стрелковая дивизия
241-я стрелковая дивизия — воинское соединение (стрелковая дивизия) РККА Вооружённых Сил СССР, в Великой Отечественной войне.
Полное действительное наименование, по окончании Великой Отечественной войны — 241-я Винницкая орденов Богдана Хмельницкого и Красной Звезды стрелковая дивизия, сокращённое действительное наименование, применяемое в рабочих документах — 241 сд, а в состав действующей армии она входила в периоды:
- с 13 декабря 1941 года по 4 апреля 1943 года;
- с 9 июля 1943 года по 11 мая 1945 года;[1]

## История
Стрелковая дивизия, с войсковым № 241 была сформирована в декабре 1941 года из остатков личного состава 28-й танковой дивизии, выведенных с немецкого фронта после 11 июля 1941 года, и прибывших на её пополнение военнообязанных и военнослужащих запаса РККА ВС Союза ССР. Под командованием полковника Черняховского Ивана Даниловича, дивизия принимала участие в Демянской наступательной операции с 7 января по 20 мая 1942 года.
В апреле 1942 года формирование вошло в состав соседней 53-й армии и на широком участке перешла к жесткой позиционной обороне, в которой находилась вплоть до марта 1943 года.
В составе 27-й армии Воронежского фронта с 5 по 23 июля 1943 года принимала участие в Курской битве сражаясь на южном фасе Курского выступа. Далее, с 3 по 23 августа 1943 года в операции «Румянцев».
В конце сентября 1943 года 241-я дивизия была переброшена на Букринский плацдарм на западном берегу реки Днепр, участвуя в  боях за его расширение. В ходе боев 10 — 24 октября 1943 года соединение стрелков понесло большие потери.
С 24 декабря 1943 года по 14 января 1944 года будучи приданной 1-й танковой армии 1-го Украинского фронта принимала участие в Житомирско-Бердичевской наступательной операции.
В ходе Проскуровско-Черновицкой наступательной операции (4 марта — 17 апреля 1944 года) стрелковое соединение участвовало в боях за освобождение города Винница, за что была удостоена почетного наименования «Винницкая».
С 13 июля — 29 августа 1944 года участвуя в Львовско-Сандомирской операции части и подразделения дивизии приняли участие в боях за освобождение города Львов, который 27 июля был полностью очищен от немецких войск.
С 8 сентября по 28 октября 1944 года дивизия в составе ударной группировки 38-й армии, усиленной 25-м танковым, 1-м гвардейским кавалерийским и 1-м Чехословацким армейским корпусами принимала участие в составной части стратегической Восточно-Карпатской операции. К концу операции 28 октября 1944 года части 241-й Винницкой дивизии, вышли на рубеж западнее села Вышна Писана (Словакия), закрепившись на занятом рубеже, до конца октября предпринимали безуспешные попытки перейти в наступление.
12 февраля 1945 года формирование в составе 52-го Львовского стрелкового корпуса 38-й армии принимала участие в освобождении города Бельско-Бяла, крупного узла коммуникаций и мощного опорного пункта обороны немцев на подступах к Моравской Остраве (Чехия), который был взят штурмом.
В период с марта по май 1945 года стрелковое формирование принимало участие в Моравско-Остравской  наступательной операции.
Последней операцией в ходе Великой Отечественной Войны для 241-й дивизии стала Пражская наступательная операция, в ходе которой подразделения и части дивизии освобождали город Штернберк.
В связи с демобилизацией Советского Союза расформирована летом 1945 года.

## В составе
| Дата            | Фронт (округ)         | Армия      | Корпус                             | Примечания |
| --------------- | --------------------- | ---------- | ---------------------------------- | ---------- |
| 01.12.1941 года | Северо-Западный фронт | 27-я армия | —                                  | —          |
| 01.01.1942 года | Северо-Западный фронт | 34-я армия | —                                  | —          |
| 01.02.1942 года | Северо-Западный фронт | 34-я армия | —                                  | —          |
| 01.03.1942 года | Северо-Западный фронт | 34-я армия | —                                  | —          |
| 01.04.1942 года | Северо-Западный фронт | 34-я армия | —                                  | —          |
| 01.05.1942 года | Северо-Западный фронт | 53-я армия | —                                  | —          |
| 01.06.1942 года | Северо-Западный фронт | 53-я армия | —                                  | —          |
| 01.07.1942 года | Северо-Западный фронт | 53-я армия | —                                  | —          |
| 01.07.1942 года | Северо-Западный фронт | 53-я армия | —                                  | —          |
| 01.08.1942 года | Северо-Западный фронт | 53-я армия | —                                  | —          |
| 01.09.1942 года | Северо-Западный фронт | 53-я армия | —                                  | —          |
| 01.10.1942 года | Северо-Западный фронт | 53-я армия | —                                  | —          |
| 01.11.1942 года | Северо-Западный фронт | 53-я армия | —                                  | —          |
| 01.12.1942 года | Северо-Западный фронт | 53-я армия | —                                  | —          |
| 01.01.1943 года | Северо-Западный фронт | 53-я армия | —                                  | —          |
| 01.02.1943 года | Северо-Западный фронт | 53-я армия | —                                  | —          |
| 01.03.1943 года | Северо-Западный фронт | 53-я армия | —                                  | —          |
| 01.04.1943 года | Северо-Западный фронт | —          | —                                  | —          |
| 01.05.1943 года | Резерв Ставки ВГК     | 27-я армия | —                                  | —          |
| 01.06.1943 года | Степной военный округ | 27-я армия | —                                  | —          |
| 01.07.1943 года | Степной военный округ | 27-я армия | —                                  | —          |
| 01.08.1943 года | Воронежский фронт     | 27-я армия | 68-й стрелковый корпус             | —          |
| 01.09.1943 года | Воронежский фронт     | 27-я армия | 68-й стрелковый корпус             | —          |
| 01.10.1943 года | Воронежский фронт     | 27-я армия | 68-й стрелковый корпус             | —          |
| 01.11.1943 года | 1-й Украинский фронт  | 27-я армия |                                    | —          |
| 01.12.1943 года | 1-й Украинский фронт  | 38-я армия | 17-й гвардейский стрелковый корпус | —          |
| 01.01.1944 года | 1-й Украинский фронт  | 38-я армия | 17-й гвардейский стрелковый корпус | —          |
| 01.02.1944 года | 1-й Украинский фронт  | 38-я армия | 101-й стрелковый корпус            | —          |
| 01.03.1944 года | 1-й Украинский фронт  | 38-я армия | 101-й стрелковый корпус            | —          |
| 01.04.1944 года | 1-й Украинский фронт  | 38-я армия | 67-й стрелковый корпус             | —          |
| 01.05.1944 года | 1-й Украинский фронт  | 38-я армия | 67-й стрелковый корпус             | —          |
| 01.06.1944 года | 1-й Украинский фронт  | 38-я армия | 67-й стрелковый корпус             | —          |
| 01.07.1944 года | 1-й Украинский фронт  | 38-я армия | 67-й стрелковый корпус             | —          |
| 01.08.1944 года | 1-й Украинский фронт  | 38-я армия | 67-й стрелковый корпус             | —          |
| 01.09.1944 года | 1-й Украинский фронт  | 38-я армия | 101-й стрелковый корпус            | —          |
| 01.10.1944 года | 1-й Украинский фронт  | 38-я армия | 67-й стрелковый корпус             | —          |
| 01.11.1944 года | 1-й Украинский фронт  | 38-я армия | 76-й стрелковый корпус             | —          |
| 01.12.1944 года | 4-й Украинский фронт  | 38-я армия | 67-й стрелковый корпус             | —          |
| 01.01.1945 года | 4-й Украинский фронт  | 38-я армия | 67-й стрелковый корпус             | —          |
| 01.02.1945 года | 4-й Украинский фронт  | 38-я армия | 52-й стрелковый корпус             | —          |
| 01.03.1945 года | 4-й Украинский фронт  | 38-я армия | 52-й стрелковый корпус             | —          |
| 01.04.1945 года | 4-й Украинский фронт  | 38-я армия | 52-й стрелковый корпус             | —          |
| 01.05.1945 года | 4-й Украинский фронт  | 38-я армия | 52-й стрелковый корпус             | [ 1 ]      |

## Состав
- Управление
- 264-й стрелковый полк
- 303-й стрелковый полк
- 318-й стрелковый полк
- 332-й стрелковый полк
- 1010-й артиллерийский полк
- 12-й отдельный истребительный противотанковый дивизион
- 68-я зенитная артиллерийская батарея (до 28.2.1943 г.),
- 32-й минометный дивизион (до 5.10.1942 г.),
- 114-я отдельная разведывательная рота
- 698-й отдельный сапёрный батальон
- 898-й отдельный батальон связи,(792-я отдельная рота связи)
- 506-й медико-санитарный батальон
- 486-я отдельная рота химической защиты
- 552-я автотранспортная рота
- 404-я полевая хлебопекарня
- 881-й дивизионный ветеринарный лазарет
- 838-я полевая почтовая станция
- 1847-я полевая касса Государственного банка

## Командование дивизии

### Командиры дивизии
- Черняховский, Иван Данилович (27.08.1941 - 24.06.1942), полковник, с 05.05.1942 генерал-майор
- Арабей, Павел Григорьевич (26.06.1942 - 10.07.1944), полковник,с 15.09.1943 генерал-майор
- Андриенко, Тимофей Андроникович (11.07.1944 - 09.01.1945), полковник
- Ивановский, Станислав Антонович (01.01.1945 - 24.04.1945), генерал-майор
- Вруцкий, Валентин Аполлинарьевич (25.04.1945 - 11.05.1945), полковник [7]
- Арутюнов, Гайк Егорович (04.05.1945 - 12.08.1945), полковник

### Заместители командира дивизии
- Шевчук, Иван Павлович (01.07.1942 - 28.10.1942), генерал-майор.
- Попов, Константин Степанович (16.12.1942 - 15.02.1943), полковник

### Начальники штаба дивизии
- Арабей, Павел Григорьевич (10.1941 - 26.06.1942), полковник
- Шиманович Израиль Срульевич (1908), полковник

## Награды и наименования
| Награда (наименование)            | Дата       | За что награждена |
| --------------------------------- | ---------- | --- |
| Почётное наименование «Винницкая» | 20.03.1944 | Приказ Верховного Главнокомандующего от 20 марта 1944 года № 90 — в ознаменование одержанной победы и отличие в боях при освобождении города Винница.                                          |
| Орден Богдана Хмельницкого        | 04.06.1945 | За образцовое выполнение заданий командования в боях с немецкими захватчиками при овладении городами Богумин, Фриштат, Скочув, Чадца, Великая Битча и проявленные при этом доблесть и мужество |
| Орден Красной Звезды              | 05.04.1945 | За образцовое выполнение заданий командования в боях с немецкими захватчиками при овладении городом Бельско и проявленные при этом доблесть и мужество                                         |

Награды частей дивизии:
- 264 стрелковый Горлицкий[10] Краснознамённый[11] Александра Невского[12] полк
- 303 стрелковый Гданьский[13] Краснознамённый[14] ордена Суворова[15] полк
- 318 стрелковый Львовский[16] орденов Кутузова[12] и Красной Звезды[17] полк
- 1010 артиллерийский Горлицский[10] Краснознамённый [18] ордена Суворова[12] полк

## Отличившиеся воины дивизии
| Награда | Ф. И. О.                       | Должность                       | Звание          | Дата награждения                          | Примечания |
| ------- | ------------------------------ | ------------------------------- | --------------- | ----------------------------------------- | ---------- |
|         | Попов, Леонид Ильич            | наводчик артиллерийского орудия | сержант         | 10.01.1944                                |            |
|         | Несговоров, Тимофей Егорович   | командир отделения              | сержант         | 10.01.1944                                |            |
|         | Янковский, Александр Иосифович | командир взвода пешей разведки  | старший сержант | 31.07.1944 г. 16.11.1944 г. 31.07.1944 г. |            |